# Isoperla curtata
Isoperla curtata is een steenvlieg uit de familie Perlodidae. De wetenschappelijke naam van de soort is voor het eerst geldig gepubliceerd in 1924 door Navás.
De soort komt voor op het Iberisch Schiereiland.